# Friedo Dörfel
Friedrich Dörfel (Amburgo, 19 febbraio 1915 – 8 novembre 1980) è stato un calciatore tedesco, di ruolo attaccante.

## Biografia
Anche i suoi figli Bernd e Gert sono stati calciatori.

## Carriera

### Club
Ha giocato nella prima divisione tedesca.

### Nazionale
Nel 1942 ha giocato 2 partite e segnato una rete con la nazionale tedesca.